# Хмельницьке вище артилерійське командне училище
Хмельницьке вище артилерійське командне училище імені маршала артилерії М. Д. Яковлєва (ХВАКУ) — колишнє військове училище, яке розташовувалось в місті Хмельницький (1970–1992 рр.).
Серед споруд цього навчального закладу, привертають увагу старі казарми — триповерхові будівлі з оригінальними барельєфами на фасадах, які були побудовані в далекому 1936 р. і першими господарями яких стали воїни-танкісти.

## Історія
У середині 1930-х років у прикордонних містах Білоруської РСР й Української РСР почалося розгортання підрозділів бронетанкових військ Червоної армії. У зв'язку з цим у 1936 р. на постійне місцеперебування до Проскурова прибула окрема танкова бригада під командуванням полковника Куркіна. Танкісти розташувалися в щойно побудованому неподалік від вокзалу військовому містечку, яке зайняло простір, починаючи від центральної вулиці (тоді вона звалася 25 Жовтня) і аж до берегів Південного Бугу. На цій території розмістилися три казарми, клуб, двоповерховий будинок штабу, медсанчастина, величезний плац, гаражі для техніки, майстерні та інші споруди.
У 1944 р., одразу після визволення Проскурова від німецьких військ, сюди з Уралу перевели Горьківське танкове училище. Навчання в новому, вже Проскурівському, танковому училищі було 3 роки, курсантів нараховувалося близько 600 осіб. Основу навчально-технічної бази складали легендарні танки Т-34, а також їхні удосконалені моделі Т-44. Усього було близько 60 танків і декілька десятків автомобілів. У післявоєнні роки в училищі навчалися й іноземці — югослави. Але в 1948 р. після конфлікту, який виник між радянським керівництвом і лідером Югославії Йосипом Броз Тіто, буквально за одну ніч були арештовані всі югославські офіцери, які перебували в училищі (казали, що їх обвинуватили в шпигунстві), а рядових курсантів розбили на групи та депортували із СРСР. У 1958 р. танкове училище перевели на Далекий Схід до міста Благовєщенськ.
З 1958 р. військове містечко танкістів перейшло у розпорядження 17-ї гвардійської мотострілецької дивізії. У 1970 р. дивізію тимчасово перекинули до Угорщини, а на її базі було засновано Хмельницьке вище артилерійське командне училище (ХВАКУ) у складі 4 начальників артилерійських дивізіонів по три артилерійські батареї в кожному та одного дивізіону забезпечення навчального процесу. За більш ніж 20-літню історію ХВАКУ підготувало не одну тисячу висококласних офіцерів-артилеристів і вважалося одним із найкращих у своєму роді військ.
Училище було розформоване, а 14 грудня 1992 року Кабінет Міністрів України прийняв постанову про створення на базі ХВАКУ інституту прикордонних військ України.
У травні 1993 року відбувся урочистий останній випуск лейтенантів-артилеристів.
12 квітня 1995 р. на базі інституту формується академія прикордонних військ України. Того ж року академії присвоїли ім'я Богдана Хмельницького, а у 1999 р. вона одержала статус Національної. Станом на 2003 рік Національна академія прикордонних військ України — єдиний в Україні вищий військовий навчальний заклад з підготовки офіцерів-прикордонників. Організаційно академія складається з 4 факультетів, 27 кафедр, спеціального навчального дивізіону, центру підготовки та перепідготовки спеціалістів.

## Керівництво
- Генерал-майор Кульов Василь Якович (1969–1973)
- Генерал-майор Гринін Василь Михайлович (1973–1976)
- Генерал-майор артилерії Боков Борис Пилипович (1976–1985)
- Генерал-майор Суббачєв Анатолій Никанорович (1985–1992)
- Генерал-майор Столяр Микола Григорович (1992–1993)

## Випускники
Див. також: Випускники Хмельницького вищого артилерійського командного училища
- Горошко Ярослав Павлович (вип. 1981)
- Пасічник Сергій Васильович (вип. 1986)

## Цікаві факти
У розробці проєктної документації, інженерних роботах і будівництві військового містечка брали участь фахівці з Німеччини, із яким Радянський Союз у той час ще був зв'язаний «непорушною дружбою». І навряд чи хто-небудь із німецьких інженерів і радянських будівельників, які працювали тоді пліч-о-пліч, міг припустити, що через якихось п'ять років танкова бригада Куркіна зійдеться в смертельному бою з німецькими військами, а господарями проскурівських казарм під час окупації у 1941–1943 рр. будуть солдати Вермахту.